# Фінансіалізація
Фінансіалізація (англ. financialization) — розширення фінансової сфери в економіці, що проявляється у зростаючій ролі фінансових ринків та установ, а також у впровадженні фінансових критеріїв у функціонування економічного і соціального життя. Цей процес став наслідком дерегуляції фінансових ринків і зменшення державного нагляду за такими інститутами, як банки, інвестиційні фонди, біржі тощо. Фінансіалізація розпочалася у 1970-х роках у США та країнах Західної Європи, що надало учасникам ринків більше можливостей для проведення спекулятивних операцій і дозволило банкам розширити кредитування, одночасно підвищуючи рівень ризику здійснюваних дій. Іншими чинниками, що сприяли фінансіалізації, стали лібералізація ринку праці, технологічний прогрес і глобалізація фінансових ринків.
Фінансіалізація економіки пов'язана зі зростанням обсягів транзакцій, які не стосуються товарообігу або надання нефінансових послуг. Вона супроводжується збільшенням частки доходів фінансових установ у загальній економіці та зростанням доходів від фінансової діяльності у нефінансових суб'єктів. Гроші стають самостійним об'єктом обміну, втрачаючи виключно роль засобу платежу. Іншою особливістю економік, охоплених фінансіалізацією, є зміни у структурі власності, особливо великих підприємств, де дедалі більшу роль відіграють інституційні інвестори з фінансового сектора, які зазвичай орієнтовані на короткостроковий прибуток. У таких економіках спостерігається розвиток ринку похідних фінансових інструментів, зростання частки фінансових активів у власності домогосподарств і поширення рентних настроїв. До елементів фінансіалізації економісти також відносять персональні зв'язки між політичною сферою та фінансовими установами, а також зростання впливу фінансових еліт на макроекономічну політику урядів і діяльність окремих компаній. Одним із наслідків фінансіалізації стала фінансова криза 2007—2009 років.